# Campeonato Sudamericano de Baloncesto Femenino de 1995
El Campeonato Sudamericano de baloncesto Femenino de 1995 corresponde a la XXIV edición del Campeonato Sudamericano de Baloncesto Femenino, que es organizado por FIBA Americas. Fue disputado en la ciudad de Sao Paulo, en el estado del mismo nombre en Brasil, entre el 27 de septiembre y el 1 de octubre de 1995 y clasifica a 3 equipos al Fiba Americas Femenino 1995 que clasifica a las olimpiadas

## Primera fase

### Emparejamientos
|   | Equipo    | Pts | J | G | P | PF  | PC  | Dif  |
| - | --------- | --- | - | - | - | --- | --- | ---- |
| 1 | Brasil    | 6   | 3 | 3 | 0 | 395 | 126 | +269 |
| 2 | Argentina | 5   | 3 | 2 | 1 | 252 | 204 | +48  |
| 3 | Chile     | 4   | 3 | 1 | 2 | 215 | 268 | -53  |
| 4 | Paraguay  | 3   | 3 | 0 | 3 | 101 | 365 | -264 |

| 27 de septiembre, 15:30 | Argentina               | 95 - 63                 | Chile     |  |
| Reporte                 |                         |                         |           |  |
| Parciales: 51-32, 44-31 | Parciales: 51-32, 44-31 | Parciales: 51-32, 44-31 | Sao Paulo |  |

| 27 de septiembre, 17:30      | Brasil                       | 160 - 22                     | Paraguay  |  |
| Reporte                      |                              |                              |           |  |
| Parciales: 79-14, 81-8, -, - | Parciales: 79-14, 81-8, -, - | Parciales: 79-14, 81-8, -, - | Sao Paulo |  |

| 28 de septiembre, 15:30 | Paraguay                | 37 - 100                | Argentina |  |
| Reporte                 |                         |                         |           |  |
| Parciales: 18-45, 19-55 | Parciales: 18-45, 19-55 | Parciales: 18-45, 19-55 | Sao Paulo |  |

| 28 de septiembre, 17:30 | Brasil                  | 131 - 47                | Chile     |  |
| Reporte                 |                         |                         |           |  |
| Parciales: 55-22, 76-25 | Parciales: 55-22, 76-25 | Parciales: 55-22, 76-25 | Sao Paulo |  |

| 29 de septiembre, 15:30 | Paraguay                | 42 - 105                | Chile     |  |
| Reporte                 |                         |                         |           |  |
| Parciales: 26-64, 16-41 | Parciales: 26-64, 16-41 | Parciales: 26-64, 16-41 | Sao Paulo |  |

| 29 de septiembre, 17:30 | Brasil                  | 104 - 57                | Argentina |  |
| Reporte                 |                         |                         |           |  |
| Parciales: 47-35, 57-22 | Parciales: 47-35, 57-22 | Parciales: 47-35, 57-22 | Sao Paulo |  |

## Fase final

### Semifinales
| 30 de septiembre, 15:30 | Argentina               | 91 - 60                 | Chile     |  |
| Reporte                 |                         |                         |           |  |
| Parciales: 34-32, 57-28 | Parciales: 34-32, 57-28 | Parciales: 34-32, 57-28 | Sao Paulo |  |

| 30 de septiembre, 15:30 | Brasil                  | 161 - 46                | Paraguay  |  |
| Reporte                 |                         |                         |           |  |
| Parciales: 80-28, 81-18 | Parciales: 80-28, 81-18 | Parciales: 80-28, 81-18 | Sao Paulo |  |

### Partido del 3 lugar
| 1 de octubre, 15:30     | Chile                   | 86 - 39                 | Paraguay  |  |
| Reporte                 |                         |                         |           |  |
| Parciales: 46-15, 40-24 | Parciales: 46-15, 40-24 | Parciales: 46-15, 40-24 | Sao Paulo |  |

### Final
| 1 de octubre, 15:30     | Brasil                  | 96 - 64                 | Argentina |  |
| Reporte                 |                         |                         |           |  |
| Parciales: 54-34, 42-30 | Parciales: 54-34, 42-30 | Parciales: 54-34, 42-30 | Sao Paulo |  |

| Brasil               |
| Campeón Brasil       |
| Décimo Quinto Título |

## Clasificación
| Posición | Equipo    |
| -------- | --------- |
| 1        | Brasil    |
| 2        | Argentina |
| 3        | Chile     |
| 4        | Paraguay  |

## Clasificados al FIBA Americas Femenino 1995
| Bandera de Brasil | Bandera de Argentina | Bandera de Chile |
| Brasil            | Argentina            | Chile            |
| ----------------- | -------------------- | ---------------- |